# Экономика устойчивого состояния
Экономика устойчивого состояния (англ. steady-state economy) — экономика с относительно стабильными главными показателями, такими как численность населения и уровень потребления, размер которых не превышает несущую способность экосистемы. Термин обычно относится[кем?] к национальной экономике, но также может применяться к экономической системе города, региона или всей планеты.

## Физические характеристики
Устойчивое состояние экономики это чисто физическое понятие. Любые нефизические компоненты экономики (например, знание) могут расти бесконечно. Но физические компоненты (например, запасы природных ресурсов, человеческая популяция, размер капитала) ограничены и определяются внутренними свойствами системы. Экономика может достичь устойчивого состояния после периода роста или после периода сокращения или антироста. Цель состоит в том, чтобы достичь устойчивого масштаба, не превышающего экологических ограничений.
Экономисты используют показатель валового внутреннего продукта (ВВП) для измерения размеров экономики в долларах или других денежных единицах. Реальный ВВП — с поправкой на инфляцию — в экономике устойчивого состояния остается достаточно стабильной величиной, без роста или сокращения от года к году. Герман Дэйли, один из основоположников экологической экономики и критик неоклассической экономической теории, определяет экономику устойчивого состояния как

    ... экономику с постоянными количествами людей и предметов, поддерживаемых на некотором желательном уровне достаточности за счет минимально возможного уровня вспомогательной активности, то есть при наименьших возможных перемещениях материи и энергии от первой стадии производства до конечной стадии потребления

Таким образом, экономика устойчивого состояния стремится к стабильным или незначительно колеблющимся величинам численности населения, потребления энергии и материалов. Рождаемость равна смертности, инвестиции равны амортизации.

## Пределы экономического роста
Концепция экономики устойчивого состояния (иногда также называемой экономикой полного мира) является следствием убеждения, что экономический рост имеет свои пределы. Макроэкономическая политика в большинстве стран, особенно стран с большим размером ВВП, как правило, в течение десятилетий была официально ориентирована на экономический рост. Принимая во внимание издержки, связанные с такой политикой (включая глобальную дестабилизацию климата, широко распространенную практику разрушения природной среды и исчезновение видов, избыточное потребление природных ресурсов, загрязнение окружающей среды, усиление конкуренции за оставшиеся ресурсы, и увеличение неравенства между богатыми и бедными), некоторые экономисты, ученые и философы ставят под сомнение биофизические пределы роста и саму желательность непрерывного роста.
Экономический рост в терминах современной экономики означает увеличение производства и потребления товаров и услуг. Этому способствуют рост населения, увеличение потребления на душу населения и производительности труда, индикатором процесса является рост реального ВВП. На протяжении тысячелетий в большинстве стран экономика, в нынешнем смысле этого слова, оставалась относительно стабильной или демонстрировала такой скромный рост, что его было трудно обнаружить. Сторонники экономики устойчивого состояния отмечают, что общий переход от охоты и собирательства к сельскохозяйственным обществам привел к росту населения и технологическому прогрессу. Они подчеркивают, что промышленная революция и обретение способности извлекать и использовать энергетические ресурсы высокой плотности привели к беспрецедентному экспоненциальному росту человеческой популяции и потребления.
Начало сомнений по поводу долгосрочной перспективы непрерывного роста в индустриальную эпоху, как правило, относят ко времени публикации Томасом Робертом Мальтусом «Опыта о законе народонаселения» в 1798 году. Хотя многие эмпирические утверждения Мальтуса и его теоретические предположения были дискредитированы, в более широком смысле слова высказанные им сомнения остаются влиятельными, как для сторонников евгеники, так и для носителей более общепринятых взглядов. Современные дискуссии о пределах роста начались в 1972 году с доклада Римского клуба «Пределы роста». Римским клубом были разработаны компьютерные модели и изучены сценарии продолжения экономического роста и воздействия на окружающую среду. Их первоначальный анализ и его продолжения указывают на существование планетарных пределов роста.
Дополнительные исследования и аналитические инструменты подтверждают многие выводы Римского клуба. Например, экологический след является мерой количества земли и акватории, необходимых человеческой популяции для получения потребляемых ресурсов и поглощения её отходов с использованием существующих технологий. Организация Global Footprint Network оценивает экологический след человечества в мире как эквивалент 1,5 планет (на 2009), то есть наша экономика каждый год потребляет на 50 % больше ресурсов, чем способна регенерировать Земля. Другими словами, нужен один год и шесть месяцев, чтобы восстановить то, что мы потребляем за один год. Этот вид экологического учёта показывает, что экономический рост истощает ресурсы с таким темпом, который не может быть сохранен.

## История понятия
Переход от растущей экономики к стабильной затрагивался ещё классиком экономической мысли Адамом Смитом, он развивается и современными экологическими экономистами.
Адам Смит в своей знаменитой работе «Богатство народов» утверждал, что опираясь на эгоизм и собственный интерес участников рынка при достаточном уровне экономической свободы можно получить товары в нужных количествах, повысить заработную плату, достичь роста уровней производства и потребления. Но Смит признавал и пределы этого процесса. Он считал, что в долгосрочной перспективе рост численности населения приведёт к снижению заработной платы, природные ресурсы оскудеют, а разделение труда достигнет пределов своей эффективности. Смит оценивал максимальную продолжительность периода роста в 200 лет, после чего должен наступить период стабильной численности населения.
Джон Стюарт Милль в своем главном труде «Принципы политической экономии» писал:
… Рост богатства не безграничен. В конце концов, рост приводит к стационарному состоянию. Стационарное состояние капитала и богатства … было бы очень значительным улучшением по сравнению с нашим нынешним состоянием.

… Стационарное состояние капитала и населения не предполагает стационарного состояния человеческого совершенствования. Будет как никогда ранее много места для всех видов духовной культуры, морального и социального прогресса; много возможностей для развития искусства жизни. Когда человеческий ум перестает быть поглощен искусством извлечения выгоды, вероятность таких улучшений существенно увеличится.

Джон Мейнард Кейнс считал счастье и благополучие главными целями, а экономический рост и индивидуальное стремление к прибыли — средством их достижения. Он писал:

… жадность это порок, ростовщичество является проступком, а любовь к деньгам отвратительна … Мы должны будем однажды признать, что цели выше средств и предпочесть хорошее полезному. 
и далее:

…Уже не за горами день, когда экономические проблемы займут скромное место, которое по праву им принадлежит, а арена ума и сердца будет занята (или вновь занята) нашими реальными проблемами — жизни и человеческих отношений, созидания, поступков и веры.

Николас Джорджеску-Реген в своей работе 1971 года «Закон энтропии и экономический процесс» исходил из того, что второй закон термодинамики, закон энтропии, определяет возможное в экономике. Джорджеску-Реген показал, что полезные (то есть обладающие низкой энтропией) энергии и материалы расходуются в преобразованиях в ходе экономических процессов и возвращаются в окружающую среду в форме отходов с высокой энтропией. Экономика, таким образом, функционирует как канал для преобразования природных ресурсов в товары, услуги и человеческое удовлетворение, а также в отходы. Увеличение энтропии в экономике устанавливает фундаментальный предел для масштабов, которых она может достичь и поддерживать.
Примерно в то же время многие другие экономисты, прежде всего Э. Ф. Шумахер и Кеннет Боулдинг, писали об экологических последствиях экономического роста и предлагали альтернативы неоклассической парадигме роста. Шумахер предложил «буддийскую экономику» в своем эссе того же названия (в книге «Небольшое значит красивое»). Его экономическая модель основывается на достаточности потребления, возможности людей участвовать в полезной и полноценной работой, на яркой жизни сообщества, отмеченной миром и совместными свершениями. Боулдинг в своем эссе «Экономика Космического корабля Земля» использовал космический корабль в качестве метафоры для планеты. Он признал наличие материальных и энергетических ограничений в экономике и предложил переход от «ковбойской экономики» к «экономике космонавтов». В «ковбойской экономике» успех определяется количеством и скоростью производства и потребления. В «экономике космонавтов», напротив, «мы, в первую очередь, заботимся о поддержании жизнеобеспечения, и любые технологические изменения, приводящие к возможности поддерживать заданный общий уровень жизнеобеспечения посредством уменьшенного потока ресурсов (то есть с меньшим производством и потреблением), очевидно, являются благом».
Герман Дэйли, студент Джорджеску-Регена, опирался на работы своего учителя, он объединил аргументы в пользу наличия пределов роста, теории экономики благосостояния, экологические принципы и философию устойчивого развития в модели, которую он назвал экономикой устойчивого состояния. Позже он работал совместно с Робертом Констанцей, Анн Мари Янссон, Жоаном Мартинецом Алиэром и другими в области экологической экономики. В 1990 году эти учёные создали Международное общество экологической экономики. Обществом и в целом экологической экономикой приняты следующие три основных положения:
1. Экономика встроена в природу, и экономические процессы на деле являются биологическими, физическими и химическими процессами и преобразованиями.
2. Экологическая экономика является местом встречи для исследователей, занятых экологическими проблемами.
3. Экологическая экономика требует междисциплинарных работ для описания экономических процессов в связи с физической реальностью.

Экологическая экономика стала научной областью, наиболее тесно связанной с концепцией устойчивого состояния экономики. Экологические экономисты разработали надежную теорию и представили доводы в пользу наличия биофизических пределов экономического роста и в пользу требований устойчивой экономики.

## Политика переходного периода
Экономика устойчивого состояния подразумевает соблюдение четырёх основных системных принципов: (1) поддержания здоровья экосистем и средств жизнеобеспечения, которые они предоставляют людям. (2) извлечение возобновляемых ресурсов (таких, как рыба или древесина) со скоростью, не превышающей скорость их восстановления. (3) Потребление невозобновляемых ресурсов (таких как ископаемое топливо и минеральные вещества) со скоростью, обеспечивающей возможность их замены на возобновляемые аналоги, прежде чем невозобновляемый ресурс будет исчерпан. (4) Депозит отходов в окружающей среде со скоростью, не превышающей скорость их безопасной ассимиляции.
Политические инструменты для достижения состояния, отвечающего этим принципам, могут быть различными. Первый принцип требует сохранения достаточной площади земли и воды в таком состоянии, чтобы здоровые экосистемы могли процветать и развиваться. Второй и третий принципы требуют регулирования темпов извлечения ресурсов. Прямые формы такого регулирования включают системы Cap and Trade, использование квот и налогообложения. Четвёртый принцип требует контроля над загрязнением, например, ограничения выбросов и введение стандартов токсичности. Кроме мер, направленных на конкретные виды деятельности (извлечение ресурсов и загрязнение окружающей среды), существуют общие средства макроэкономической политики и возможности действий политического руководства, которые могут помочь стабилизировать ситуацию и снизить экономическую активность до приемлемого уровня. Эти политические меры могут включать управление процентными ставками и денежной эмиссией в целях стабильности, включение в цены экологических и социальных издержек, повышение гибкости в использовании рабочего времени, и изменение практики банковского кредитования.

## Моделирование процесса перехода
Важным направлением исследований является изучение возможности стабилизации размера экономики за счет изменения роли или относительной важности ключевых переменных (таких, как потребление, инвестиции, государственные расходы и т. д.) в пределах базовой макроэкономической модели. Примером исследования такого рода является работа канадского экономиста Петера Виктора (Peter A. Victor). В ней предложена интерактивная модель, позволяющая исследовать потенциал для достижения стабильной, но не растущей экономики. Модель откалибрована с использованием статистических данных, касающихся ключевых макроэкономических переменных канадской экономики: уровней производства и потребления, государственных расходов, инвестиций, уровня занятости и т. д. Исходя из этих данных и предположений о будущем, модель дает оценки национального дохода, вычисляет фискальный баланс и отслеживает государственный долг на 30-летний период до 2035 года. Модель также позволяет вычислить уровень безработицы, выбросы парниковых газов и уровень бедности. Она может быть использована для разработки различных сценариев будущего канадской экономики, а также иллюстрирует экологические и социальные последствия их реализации. На рисунке ниже представлен один из таких сценариев.

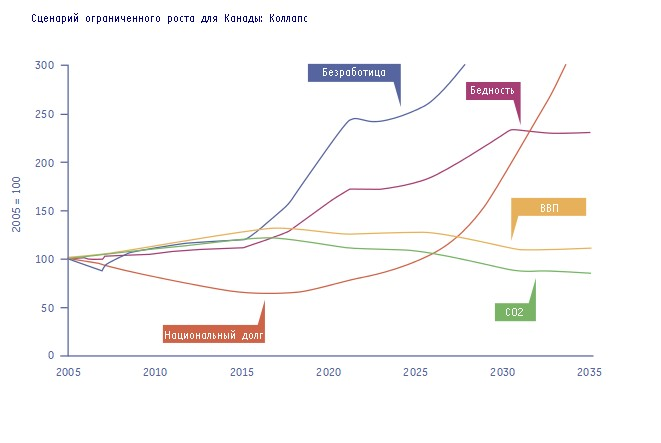
Сценарий стабилизации размера ВВП Канады — коллапс

В этом сценарии предполагается стабилизация размера ВВП. При развитии «дела как обычно» уровень доходов вырастет на 80 % в течение 30 лет. В рассматриваемом сценарии доход на душу населения в 2035 году всего лишь на 10 % выше, чем в 2005 году. Выбросы парниковых газов несколько снизились, но это снижение далеко не достаточно для стабилизации уровня СО2 на значении 450 ppm.
Стабилизация доходов достигнута здесь за счет раскручивания спирали безработицы, роста бедности и роста долгов общественного сектора. Этот сценарий представляет неприемлемую форму социального и экономического коллапса.
Следующий рисунок представляет более успешную попытку стабилизации.

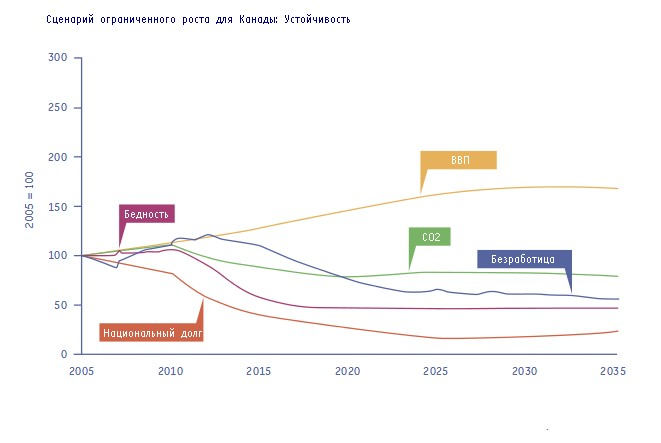
Сценарий стабилизации размера ВВП Канады — устойчивость

Уровень доходов здесь выше. ВВП на душу населения вырос примерно на 70 %, большая часть роста происходит в течение первых 20-ти лет сценария. Рост замедляется с 1,8 % до менее 0,1 % в год. Цель достигается без ущерба для экономической и социальной стабильности. Безработица и бедность снижаются вдвое. Уровень долга по отношению к ВВП снижается на 75 %. Эмиссия СО2 снижается на 20 % (недостаточно для стабилизации на уровне 450 ppm).
Важнейшими отличиями этого относительно успешного сценария стабилизации являются перемещение инвестиций из частного в общественный сектор и изменение структуры рынка труда, включающее более равномерное распределение доступной работы и политику ограничения численности населения. Вводится налог на эмиссию парниковых газов, ограничивается реклама. Значительные средства выделяются на борьбу с бедностью.
Модель Виктора сходна с обычной макроэкономикой, она не подразумевает радикальных социальных преобразований. Доля потребительских затрат в ВВП (60 %) остается практически неизменной в начале и в конце периода. Доля частных инвестиций падает с 20 % до 12 % ВВП. Модель показывает, что даже в пределах традиционных подходов к экономике существуют возможности для достижения устойчивого состояния.
Дальнейшим развитием подхода, предложенного Петером Виктором, можно считать модель экономики Франции. Данная модель, в частности, позволяет исследовать социально-экономические и экологические аспекты предложений, выдвигаемых движением сторонников антироста (Degrowth movement), в том числе:
- налог либо физические ограничения на эмиссию СО2
- меры по сдерживанию потребительства
- практика «совместного пользования» домами, автомобилями, инструментами и т. п.
- сокращение рабочего времени в платном секторе
- базовый доход для всех, потолок доходов для богатых
- переход от индустриальных методов в сельском хозяйстве к малым хозяйствам и органическому фермерству
- развитие некоммерческих организаций, кооперативов и социальных предприятий
- ре-локализация экономики

## Об «императиве роста»
В исследовании Jackson T and P Victor 2015  внимание авторов сосредоточено на вопросе о том, возможно ли поддержание  капиталистической экономики в «стационарном» (не растущем) состоянии, или, как это часто утверждается, капитализму присущ «императив роста», который возникает из самого факта создания денег частными банками в форме долга под проценты. Предложена математическая модель системной динамики для описания финансовых активов и обязательств в масштабах национальной экономики (FALSTAFF).  Она основана на неокейнсианской методологии построения согласованных моделей потоков и фондов (англ. SFC). Модель использована для изучения возможностей поддержания стационарного состояния в экономике со сбалансированной внешней торговлей, денежной системой на основе банковских займов и частным акционерным капиталом. Вопреки утверждениям в литературе, авторы находят, что ни создание денег в форме кредита, ни начисление процентов по долговым обязательствам сами по себе не создают «императив  роста». Продемонстрирована возможность устойчивого поддержания стационарного состояния при негативных внешних воздействиях, показаны сценарии перехода от роста к стационарному состоянию. Результаты моделирования поддерживают критику политики «жёсткой экономии» и показывают положительное влияние «противофазной» политики правительственных расходов, предусматривающей рост бюджетных расходов в ответ на сокращение потребительского спроса и, наоборот, их сокращение при росте спроса. Упрощённая интерактивная версия модели доступна онлайн.

## Критика
Критики идеи ограничения роста используют два основных аргумента: (1) технический прогресс и повышение эффективности способны преодолеть пределы роста, и (2) экономика может быть дематериализована, так что она сможет расти без использования все большего количества ресурсов . Можно назвать эти аргументы технологическим оптимизмом и аргументом «разъединения» соответственно.
«Разъединение» означает достижение более высоких уровней производства с более низкими уровнями затрат материалов и энергии. Сторонники «разъединения» приводят пример перехода к информационной экономике в качестве доказательства реальности такого сценария. Опыт показывает, что экономика добилась некоторых успехов в «разъединении». В качестве примера можно указать на количество углекислого газа, выбрасываемого в расчете на один доллар продукции: оно снизилась с течением времени. Но эти успехи происходят на фоне увеличения ВВП. Снижение ресурсоемкости ВВП отстаёт от роста потребления природных ресурсов. Выбросы диоксида углерода из ископаемых видов топлива увеличилась с 1970 года на 80 %.
Детальный анализ материальных потоков, ассоциированных с глобальными системами производства и потребления, охватывающий 186 стран, показал, что достижения развитых стран в «разъединении» сильно преувеличены и во многом являются артефактом несовершенной статистической методики, применявшейся ранее. «Дематериализация экономики» в развитых странах во многом сводится к замене собственного материального производства импортом, общий расход ресурсов в результате этого процесса только растёт.
Добыча сырья в мире за последние 30 лет увеличилась на 94 %, причём после 2000 года темпы роста возросли. За последнее десятилетие никакого снижения ресурсоёмкости мировой экономики (в том числе и в расчёте на единицу продукции) не наблюдается.
Экологические экономисты также отмечают, что экономика построена как экосистема — она имеет трофическую структуру, которая управляет потоками энергии и материалов. В природе существуют свои «производители» — растения, которые производят себе пищу в процессе фотосинтеза. Травоядные животные поедают растения, а плотоядные животные поедают травоядных. Всеядные могут поедать растения или животных, а некоторые виды могут функционировать как поставщики услуг, подобные мусорщикам и уборщикам нечистот. Человеческая экономика следует тем же естественным законам. Первичными производителями являются сельское хозяйство и добывающие отрасли, такие как лесное хозяйство, добыча ископаемых и рыболовство. Излишки в этих секторах позволяют использовать разделение труда, делают возможным экономический рост и приток ресурсов в другие отрасли экономики. Подобно травоядным, некоторые производственные секторы экономики потребляют сырье производителей. Производители более высокого уровня аналогичны плотоядным животным. Экономика также имеет поставщиков услуг, таких как повара, дворники, банкиры и аналитики. Ключевым моментом является то, что экономика как единое целое имеет тенденцию к росту. Для расширения производства и наращивания предоставления услуг требуется больше продуктов сельскохозяйственного производства и добывающих отраслей. Трофическая структура экономики ставит ограничения на долю ресурсов, которая может быть выделена для создания и распространения информации.
И технологические оптимисты и сторонники «разъединения» считают эффективность использования ресурсов способом смягчения проблем, связанных с экономическим ростом. Но история показывает, что когда технический прогресс увеличивает эффективность, с которой используется ресурс, скорость потребления этого ресурса на самом деле имеет тенденцию к росту. Это явление носит название обратного эффекта сохранения (парадокс Джевонса). Недавний обширный исторический анализ улучшений технологической эффективности убедительно показал, что повышение эффективности использования энергии и материалов почти всегда отстает от экономического роста, в результате чего в итоге получается прирост использования ресурсов и загрязнений, связанных с ними. Кроме того, существуют принципиальные термодинамические (второй закон термодинамики) и практические ограничения на любые повышения эффективности. Например, существуют определенные минимальные материальные требования для выращивания пищи, и есть пределы, за которыми уже невозможно сделать автомобили, дома, мебель и другие предметы легче и тоньше, продолжая без риска использовать их по назначению. Поскольку теоретически и практически невозможно повышать эффективность использования ресурсов до бесконечности, невозможно и продолжать до бесконечности экономический рост без сопутствующего истощения ресурсов и загрязнения окружающей среды, то есть экономический рост и истощение ресурсов могут быть разделены до некоторой степени в краткосрочной, но не в долгосрочной перспективе. Следовательно, долгосрочная устойчивость требует перехода к экономике устойчивого состояния, в которой совокупный ВВП остается более или менее постоянным.
Некоторые критики нулевого роста считают его недостаточным. По их мнению, для достижения устойчивости необходимо уменьшение экономики и фундаментальные изменения в экономической системе.